# Фішель Товій Лазарович
Товій Лазарович Фішель (також  Товье-Герш Лейзеровіч Фішель  і  Товія-Герш Лейзеровіч Фішель ; 8 червня 1869 (за іншими джерелами - 1868), Одеса - після 1913) - архітектор, художник, скульптор, викладач, а також міський архітектор Томська в 1905 - 1911 роках у Російській імперії.

## Біографія
Народився в сім'ї дрібного торговця. У 17 років вступив до  Одеської школи малювання Товариства витончених мистецтв, після закінчення якої вступив в  Санкт-Петербурзьку академію мистецтв (клас професора  Шишкова). Закінчивши академію, отримав диплом «некласного художника». Під час навчання в Академії мистецтв виконував в Одесі роботи під керівництвом інженера А. К. Штемпеля і в якості помічника архітектора  А. І. фон Гогена.
Після закінчення навчання Фішель повернувся до Одеси, де почав займатися архітектурною діяльністю в якості першого помічника «по будівельній і художній частині» одного з міських архітекторів Л. Л. Влодека. Побудував в  Одесі кілька будівель, включаючи прибутковий будинок Пасаж Менделевича (1898 - 1899, спільно з С. І. Мільманом),Фальц-Фейна (1900 - 1901, з С. А. Ландесманом, фасад і можливо плани були складені Фішелем) і готель  «Великий Московський» на  Дерибасівській вулиці (1902 - 1904, спільно з С. І. Мільманом), школа торгового мореплавства на Канатній вул. (1902 - 1903, спільно з Л. Л. Влодеком).
Фішель, як і багато інших проєктувальників тих часів не мав фахової освіти і дозволу на здійснення технічного нагляду, тому він взаємодіяв у цьому питанні з Л. Л. Влодеком, якій і здійснював будівництво. Однак вже 28 травня (10 червня) 1903 Техніко-будівельний комітет МВС видав Т. Л. Фішелю свідоцтво про те, що він має право на здійснення нагляду за будівництвом, з цього часу Фішель став повноцінних архітектором, і йому більше не було необхідним звертатися до послуг уповноважених здійснювати будівництво техніків. У цей час Фішель займається виконанням дрібних проєктів.
У лютому 1905 року мешкав у будинку Ерісмана у пров. Топольського, 2 (тоді Інвалідний пров.)
На початку 1905 року Фішель отримав пропозицію зайняти посаду головного архітектора Томська, яку займав два виборні терміни до 1911 року. Під час перебування головним архітектором зводив громадські будівлі, лікарні, особняки і прибуткові будинки. Крім здійснення будівельних проєктів, викладав в  Томському технологічному інституті (підвідділ інженерів цивільних споруд), публікував критичні статті в томської пресі ( «Сибірська життя» і ін.).
Серед проєктів Фішеля в Томську:
- Торговий («борошняний») корпус, 1907 - 1908 рр., пл. Леніна, 14,
- Володимирське училище, 1908-1910 рр., (вул. Рози Люксембург, 64,
- Юрточне жіноче училище та Гоголівське чоловіче училище, 1908 - 1910 рр., вул. Гоголя, 12,
- Особняк Г. Нестерова, 1909 - 1910 рр., Татарська вул., 3/а,
- Корпус міської лікарні ім. І. М. Некрасова, кін. 1900-х рр., вул. Леніна, 181,
- Міське єврейське училище ім. І. Л. Фуксмана, 1910 - 1911 рр.,  Жовтнева вул., 25,
- Заозерне училище, 1910 - 1912 рр., Сухоозерний пров., 6,
- Прибутковий будинок П. Макушина, 1911 - 1912 рр., вул. Крилова, 23/1,
- Міський ломбард, 1911 - 1912 рр., вул. Карла Маркса, 26[5],
- Доробка спільно з А. І. Лангером проєкту Будинку науки (проєкт А. Д. Крячкова), 1911 - 1912 рр., Соляна пл., 4,
- Дерев'яний їстівний ряд на Базарній площі,
- Кінематограф на березі річки Ушайки.

Фішель був автором первісного проєкту богадільні Калініна-Шушляева (1910), а також спільно з А. І. Лангером доопрацьовував проєкт і керував будівництвом Будинку науки (конкурсний проєкт А. Д. Крячкова, 1911-1912). У томських проєктах Фішель використовував регіональну тематику: так, в прибудові до ремісничого училища він ввів в оздоблення фасаду фігури ведмедів, в обробці будинку Макушина і інших будівель використовував північні орнаменти. Цікаво творче рішення мучного корпусу, в контурах якого проглядаються контури двох борошняних мішків .
Наприкінці 1911 року, між архітектором і міською владою виникла напруженість . Причиною виявилося ведення робіт на будівництві Заозерне училища. Незгідний з передачею столярних робіт іншого майстра, Фішель відмовився від технічного нагляду за будівництвом. Обов'язки міського архітектора він склав із себе ще раніше (20 квітня 1911), мабуть рішення покинути Томськ дозріло у нього остаточно. У 1912 році він повернувся в Одесу, де продовжив приватну практику.
14 жовтня (27 жовтня) 1913 року Т. Л. Фішель дав підписки про нагляд за спорудженням двох кам'яних двоповерхових будинків з нежитловим підвалом №№ 56 та 62 і цегельного двоповерхового з нежитловим підвалом будинку № 60 на ділянці товариства "Самопоміч" на Середнефонтанській дорозі (нині ділянка, що обмежена Академічною вул., Фонтанською дор., вул. Говорова і вул. Черняховського). У той же час Фішель мешкав у одному з котеджів "Самопомочі". З березня по май 1914 року проєкти будинків № 56 і 60 перебували на виправленні у інженера Л. Б. Бєлкіна.